# 舍讷维耶尔
舍讷维耶尔（法語：Chenevières，法語發音：[ʃənvjɛʁ]）是法国默尔特-摩泽尔省的一个市镇，属于吕内维尔区。

## 地理
舍讷维耶尔（48°31'7"N, 6°37'51"E）面积4.54 平方千米，位于法国大東部大區默尔特-摩泽尔省，该省份为法国东北部内陆省份，是洛林的一部分，北邻比利时、卢森堡，北起顺时针与摩泽尔省、下莱茵省、孚日省和默兹省接壤。
与舍讷维耶尔接壤的市镇（或旧市镇、城区）包括：弗兰、圣克莱芒、瓦蒂梅尼勒。

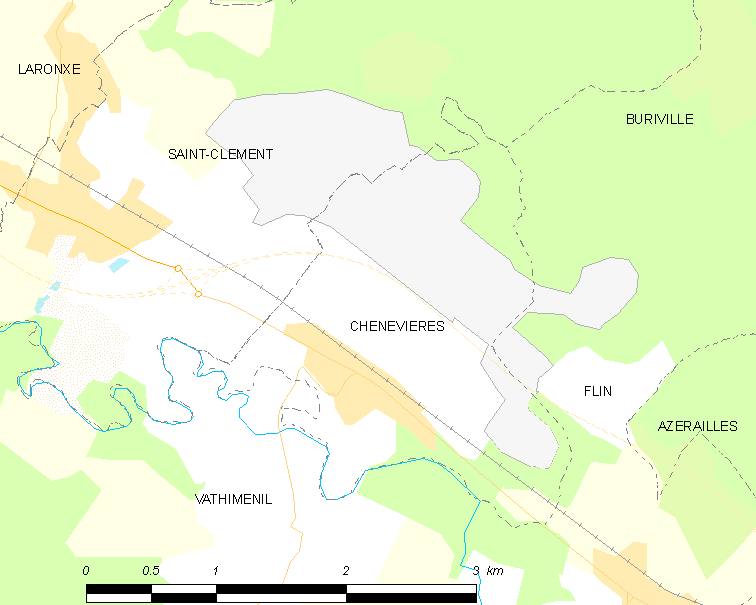
舍讷维耶尔的OSM定位图

舍讷维耶尔的时区为UTC+01:00、UTC+02:00（夏令时）。

## 行政
舍讷维耶尔的邮政编码为54122，INSEE市镇编码为54125。

## 政治
舍讷维耶尔所属的省级选区为巴卡拉县。

## 人口

1962-2008年间舍讷维耶尔人口变化图示

舍讷维耶尔于2022年1月1日时的人口数量为477人。